# Sempronius Asellio
Sempronius Asellio (před 151 př. n. l. – pravděpodobně po 90 př. n. l.), byl římský politik, historik a spisovatel.
V letech 134 př. n. l. – 134 př. n. l. byl vojenský tribun v Hispánii pod Scipionem Africanem.
Jako první se pokoušel o pragmatický přístup dějinám tj. vypátrat souvislosti mezi jednotlivými událostmi.
V díle Rerum gestarum libri popsal události jejichž byl svědkem. Dílo se zachovalo pouze v několika nepatrných zlomcích, ale usuzuje se, že popsal roky 146 př. n. l. – 91 př. n. l., tj. od dobytí Kartága do spojenecké války.